# Deutsches Zentrum für Astrophysik
Das Deutsche Zentrum für Astrophysik (DZA) ist ein geplantes Großforschungszentrum mit Standorten in Görlitz und im Kreis Bautzen.
Als Gewinner aus dem vom Bundesministerium für Bildung und Forschung initiierten Ideenwettbewerb „Wissen schafft Perspektiven für die Region!“ hervorgegangen, soll sich das DZA astrophysikalischer und astronomischer Forschung und damit verbundener Technologieentwicklung widmen. Erforscht werden sollen unter anderem präzise Messtechniken für Gravitationswellen. Dafür soll ein 250 Meter unter der Erdoberfläche gelegenes Labor geschaffen werden. Der Lausitzer Granodiorit ist wegen der geringen seismischen Aktivität in der Region dafür besonders gut geeignet. Weiterhin sollen neue Methoden zur Speicherung und Komprimierung großer astronomischer Datenmengen entwickelt werden.
Designierter Gründungsdirektor ist Günther Hasinger.
Am 22. Februar 2024 wurde als Übergangsstandort das historische Postgebäude am Postplatz in Görlitz bezogen.